# محمد باقر الشريف الطباطبائي
محمد باقر الشریف الطباطبائی ولد في قرية قهی (تقع في سفوح أصفهان) من علماء شيعة في القرن الثالث عشر الهجري. وهو أحد شيوخ الشيخیة، وأبرز المعارضين لنظرية وحدة الناطق الشيعية، التي أسسها محمد خان كرماني، ابن الحاج محمد كريم كرماني. وقد عارض هذه النظرية لسنوات عديدة، وتم الاحتفاظ بعدد من الكتب الرسائل في هذا الصدد.

## اصل
ميرزا محمد باقر، ابن محمد جعفر بن محمد صادق، ابن عبد القيوم، ابن أشرف، بن محمد إبراهيم، بن محمد باقر، سبزواری (صاحب کفایة وذخیرة). كان والده، ميرزا جعفر، شخصا مرموقا من شعب العلم وعائلة مع فروست. وكان أحد أتباع الشيخ أحمد إحسائي، وفي زيارة للشيخ من دار العبادة من يزد إلى أصفهان، عاش في كوخ في منزله.
هاجر محمد إبراهيم، الابن الثالث من أسس محمد باقر السبزواری إلى قرية قاهي خلال لفترة الصفوية (ربما أثناء الفتنة الأفغانية) واستقر في حصن أتاشغا بالقرية عاش في هذه القلعة عدة أجيال من نسل محمد باقر سابزيفاري. ولذلك، فهي معروفة باسم عائلة القلعة. في وقت لاحق غيروا ألقابهم إلى أشرفي وباقري وباقري مهاغي.

## مولده
ولد جمعه دهم ربيع الأول 1239 هجري قمري.

## التصرف الفكري
كان ميرزا جعفر المفضل للشيخ أحمد إحساي، وذهب الشيخ إلى بيته في إحدى رحلاته. ميرزا محمد باقر شريف طبطبائي حمداني علمت لأولومي أولومي، مثل الطب و... في الأب، ثم درست بناء على تقدير الأب في مدرسة نياموارد. هذا هو السبب في أنه علم العلوم المختلفة هناك؛ وقال انه يشارك دائما في الكمال من روحه ووقته على الممارسات الدينية.

## التعليم
أدى شغف العلم والتعلم إلى مقابلة الحاج محمد كريم كرماني. عندما سمع زيارة الحاج محمد كريم من يزد إلى مشهد، كان في طريقه بفارغ الصبر.ولأن زيارة الحاج محمد كريم كرماني ألغيت، هرع هو وقداسة إلى كرمان واستقروا في مدرسة إبراهيمية. وباختصار، فإن سنوات عديدة في أنجانغ وكيرمان، في وجوده، وحصل على نعمة للنعمة، حتى تم إرساله إلى توجيه وتوجيه الناهينيين، وبعد عدة سنوات عاد إلى كرمان واستمر في الدراسة مع أستاذه.وعاد إلى حمدان بأوامر من الأستاذ وشعب حمدان وطلب منه نشر حقائق أهل البيت. ما دام عام 1288، حطم الحاج محمد كريم كرماني العالم، وبعض من تلاميذه الذين عرفوا معرفة وصعوبة الحاج محمد باقر جاء إلى نهرزاد وجاءوا من خلال همدان.حتى أحرقت الغيرة من غيورته في ذلك اليوم، وأخيرا في عيد الفطر في 1315 م. هاجموا شيخ حمدان، الذي قتل بعض أعضاء الدائرة وهجرتهم وأسرهم إلى راي ثم إلى قرية في الصحراء تدعى جندق.

## وفاته
في الليل، في ليلة 23 شعبان المعظم في عام 1319 ه إلى دار الحق وأعطى الحياة للروح، ودفن جثمانه في نفس الجندق بأمان.

## مدفن
وبعد عدة سنوات نقلها الجثمان إلى مشهد ودفن علي بن موسى رضا في الفناء الجديد (أزادي) في القاعة رقم 3 الذي يقع الآن عند مدخل شرفة دار الحكمة.

## معلومات
«و يوجد رجل يسمّى الحاج ميرزا باقر بن محمّد جعفر الجندقي من الشيخيّة، له كتاب الدرّة النجفيّة، مطبوع، ونظراً لاشتراكه مع المترجم في الاسم واسم الأب ووجود كتاب للمترجم يسمّى الدرّة الغرويّة - كما يأتي - قد يحصل الاشتباه بينهما، فليُنتبه لذلك».
وهذا الاشتباه الذي حذّر منه وقع فيه الكثيرون، فكثيراً ما تُنسب مصنّفات أحدهما إلى الآخر، ولم يشتبه الحال على الكتّاب البعيدين عن عالم التتبّع، بل حتّى بعض المعروفين بكثرة التتّبع وسعة الاطّلاع قد وقعوا في ذلك، كما تجده في كتاب تراجم الرجال للسيّد أحمّد الحسيني.  
وذُكر في الذريعة من مصنّفاته الاجتناب، والدرّة النجفيّة، والنعل الحاضرة، والميزان، والموضح.
على أيّ حال، نقول إنّه - كما تنصّ عليه بعض المصادر المخطوطة - هو محمّد باقر بن محمّد جعفر بن محمّد صادق بن عبد القيّوم بن أشرف بن محمّد إبراهيم بن محمّد باقر.
فجدّه الأعلى وسمّيه المذكور هو المولى محمّد باقر بن محمّد مؤمن الخراساني المشهور بالمحقّق السبزواري (1017 - 1090 هـ) من علماء العهد الصفوي، وله من المؤلّفات ذخيرة المعاد في شرح الإرشاد، وكفاية الأحكام.
أمّا الحاج المیرزا محمدباقر الشریف الطباطبائی، فهو من أهل العهد القاجاري، وُلد سنة 1239 ه ق بقرية قهي في نواحي إصفهان، ولذلك يسمّى بالقهي طوراً وبالإصفهاني طوراً آخر، وكان والده من مريدي الشيخ أحمد بن زين الدين الأحسائي، ولمّا حطّ الشيخ رحاله في إصفهان ضمن أسفاره الكثيرة، نزل مكرّماً مخدوماً مطاعاً عند والده.
نشأ ونمى المیرزا محمدباقر في القرية المشار إليها وقضى فيها سنينه الأولى، حتّى إذا بلغ الرُشد ارتحل إلى إصفهان لتكميل العلوم وظلّ فيها زماناً منشغلاً بالتعلّم ومطالعة كتب الشيخ الأحسائي.
وكان من أصدقائه وأودّاءه شخص يُقال له الملّا محمّد جعفر البدر الكرماني، صحبه في حلّه وترحاله، وكان قد سمع منه باسم الحاج محمد كريم الكرماني - صاحب إرشادالعوام ونصرة الدین و... - فتاقت نفسه إلى لقائه.
ومرّ الزمان وقام بزيارة ثامن الأئمّة الإمام الهمام علي بن موسى الرضا، وكانت له هناك مجادلات مع رسول الباب المدعو الملّا حسين البشروئي، أفحمه فيها وفضحه أنّه مفتر على الله، وتفصيل كلّ ذلك في بعض المخطوطات.
ورجع بعد ذلك إلى وطنه المألوف إصفهان، وجرى بينه وبين البابيّة مثل ذلك، على أنّه لم يمكث فيها طويلاً حتّى سافر إلى يزد لمّا بلغه نبأ سفر الحاج محمد كريم الكرماني إلى المشهد الرضوي عن طريق يزد، وكان الطريق المألوف الذي اعتاده الكرماني في هذا السفر هو المرور ببلاد بلوچستان، ولكنّه غيّر مساره آنذاك حذراً من شرّ طائفة البلوچ التي غلبت في ذلك الوقت كما تبيّنه عبارة كتابه هداية الطالبين.
حتّى إذا عاد الكرماني إلى موطنه كرمان ارتحل الحاج میرزا محمد باقر معه إليها، ونزل في إحدى مدارسها، وانقطع إليه، وظلّ مرافقاً له متتلمذاً عليه.
حتّى بعث أهل نائين إلى الكرماني أنّهم بحاجة إلى مرشد ديني، فبعث الحاج میرزا محمد باقر وكيلاً عنه إلى تلك الديار، وانشغل فيها بالتبليغ والوظائف الدينيّة.
وفي تلك الفترة كان معيناً للميرزا محمّد علي الشيرازي في إعداد معجمه العربي المسمّى بمعيار اللغة.
ثمّ إنّ أستاذه الحاج الكرماني قصد زيارة العتبات العاليّات، فمرّ بإصفهان ثمّ نزل بهمدان، وقد توفّي في تلك الأيام الحاج عبد الصمد الهمداني، وكان المرشد الديني لجماعة الشيخيّة في تلك الديار، فطلبوا منه تعيين من يحلّ مكانه، فوعدهم خيراً.
وقد سافر المیرزا محمدباقر حينها إلى قمّ أولاً ثمّ إلى همدان ليلتقي مجدّداً بأستاذه، فأمره أن يحلّ في همدان مبلّغاً دينيّاً ووكيلاً مطلقاً عنه فيها، وظلّ فيها ثلاثين سنة مواظباً على أداء وظائفه الدينيّة حتّى بعد وفاة أستاذه المذكور.
وحدثت في سنينه الأخيرة في همدان معركة عظمى وبليّة طخماء سبّبها بعض خصومه ومن لا يرتضي مسلكه، وقد قُتل في هذه الفتنة جمع غفير من أصحابه، واضطّر هو للخروج إلى جندق، وكان فيها لسنوات قليلة حتّى توفّي ونُقل جثمانه إلى المشهد الرضوي ودُفن فيه.